# Роман Палестер
Роман Палестер (пол. Roman Palester; 28 грудня 1907, Снятин, нині Україна — 25 серпня 1989, Париж) — польський композитор.

## Життєпис
Народився в Снятині. З семирічного віку навчався грі на фортепіано. У 1919—1921 роках навчався в Краківському інституті музики, в 1921—1925 роках — у Львівській консерваторії, нарешті, в 1928—1931 роках — у Варшавській консерваторії у Казімєжа Сікорського. У 1930 році у Варшаві з великим успіхом представив свій твір «Симфонічна музика» (пол. Muzyka symfoniczna), який потім виконаний також на Міжнародному фестивалі Товариства сучасної музики в Лондоні. У 1930-і роки Палестер багато їздив по Європі, його твори отримували різноманітні нагороди, в тому числі Золоту медаль Всесвітньої виставки в Парижі (1937) за балет «Пісня про Землю» (пол. Pieśń o ziemi). Під час Другої світової війни Палестер перебував у Варшаві, близько двох місяців провів у в'язниці.
У 1945—1947 роки він викладав у Краківській Вищій школі музики, потім поїхав до Парижа. Після того, як в 1949 році на з'їзді Польського союзу композиторів і музичних критиків був оголошений курс на соціалістичний реалізм в музиці, а творчість Палестера оголошено формалістичною, Палестер вирішив не повертатися до Польщі. З 1952 по 1972 рік він жив у Мюнхені, очолюючи відділ культури на польському мовленні радіо «Вільна Європа»; він вів передачу «Музика долає кордони» (в ній звучали музичні твори, які не дозволені в комуністичній Польщі) і огляд світових культурних подій «Вікно в світ». Тим часом у самій Польщі ім'я Палестера і його твори були заборонені — аж до 1977 року.
Творчість Палестера саме в еміграції досягла, як вважається, найбільш високого розвитку — особливо в опері («музичної дії») «Смерть Дон Жуана» (пол. Śmierć Don Juana 1959—1961).
Помер в Парижі і похований на кладовищі в Монморансі.